# Juan de Tapia (guerrillero)

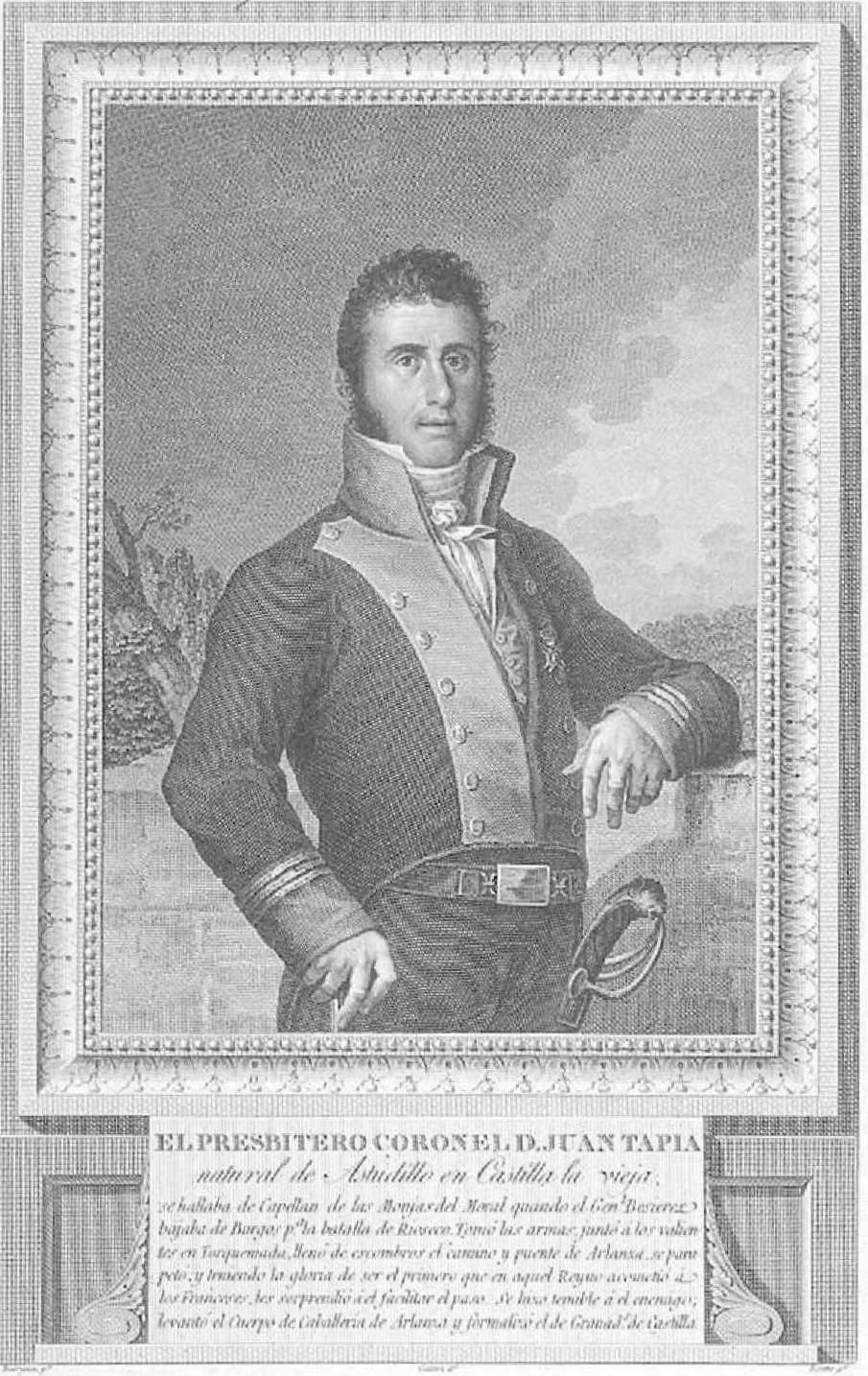
«El Presbítero Coronel D. Juan Tapia natural de Astudillo en Castilla la Vieja. Se hallaba de capellán de las monjas del Moral quando el General Besieres bajaba de Burgos para la batalla de Rioseco. Tomó las armas, juntó los valientes en Torquemada, llenó de escombros el camino y puente de Arlanza, se parapetó y teniendo la gloria de ser el primero que en aquel Reyno acometió a los franceses, les sorprendió a el facilitar el paso. Se hizo temible a el enemigo; levantó el Cuerpo de Caballería de Arlanza y Formalizó el de Granads. de Castilla». Grabado de Rafael Esteve Vilella. Biblioteca Nacional de España.

Juan de Tapia (Astudillo ? - ?) fue un guerrillero español durante la Guerra de la Independencia Española.
Tras ejercer como presbítero y beneficiado en su localidad natal, se hizo guerrillero y alcanzó el rango de coronel. Hostigó principalmente a las guarniciones francesas establecidas en la provincia de Palencia junto con otras partidas guerrilleras como las del burgalés Cura Merino. Bloqueó muchas incursiones extranjeras en el todavía llamado Puente de los Franceses. Su localidad natal, Astudillo, le dedicó una calle.
- Datos: Q5953477